# Lachenalia congesta
Lachenalia congesta är en sparrisväxtart som beskrevs av Winsome Fanny 'Buddy' Barker. Lachenalia congesta ingår i släktet Lachenalia och familjen sparrisväxter. Inga underarter finns listade i Catalogue of Life.